# Bovenstraat/Kouterberg
Bovenstraat/Kouterberg is een helling in de Vlaamse Ardennen nabij Kerkem in de gemeente Maarkedal.
Na 200 meter klimmen bevindt zich Het Genot op Den Berg aan de rechterzijde van de weg.

## Wielrennen
De helling werd in 1991 beklommen in de wielerklassieker Ronde van Vlaanderen. Ze wordt ook wel "Kouterberg" genoemd, maar verschilt van de Kouterberg zoals door de Ronde tussen 1984 en 1990 beklommen.
De helling kent een hoogteverschil van 52 meter (top op 100 meter), een lengte van 1.525 meter, een gemiddeld stijgingspercentage van 3,4% met een maximum van 9%. Tijdens de eerste 600 meter van de klim wordt al een hoogteverschil van 35 meter overwonnen (gemiddeld stijgingspercentage 5,8%), daarna volgt een 200 meter vlakke weg waarna de klim opnieuw aanvangt.
In de Ronde werd ze gesitueerd tussen de Taaienberg en de Eikenberg.
De helling zit ook in de recreatieve fietsroutes LF Vlaanderenroute en LF Heuvelroute.